# La Transfiguration de Notre Seigneur Jésus-Christ
Pour les articles homonymes, voir Transfiguration.

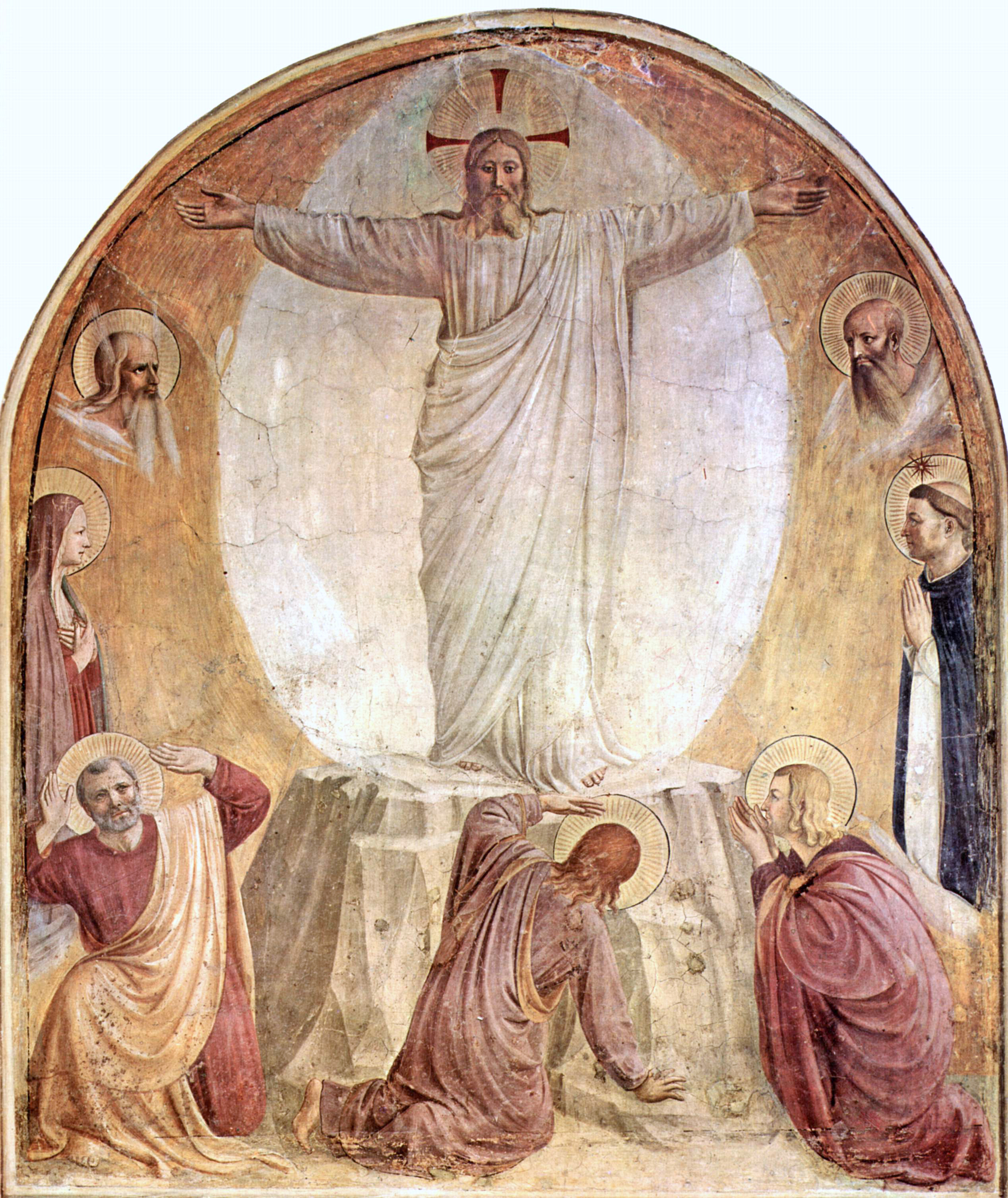
La Transfiguration de Fra Angelico (v.1440)

La Transfiguration de Notre Seigneur Jésus-Christ est une œuvre d'Olivier Messiaen pour chœur mixte, 7 solistes instrumentaux avec un grand orchestre, composée entre février 1965 et juillet 1969. C'est une commande de Mme de Azeredo-Perdigão pour la Fondation Gulbenkian.
Œuvre de grande envergure, Messiaen la considérait comme la plus belle et la plus réussie.

## Création
L'œuvre a été donnée en première audition publique au 13e Festival Gulbenkian à Lisbonne le 7 juin 1969 sous la direction de Serge Baudo.

## Effectif de l'orchestre et du chœur
Chœur mixte à 10 voix , 2 flûtes piccolo, 4 flûtes, 3 hautbois, cor anglais, petite clarinette [en mi bémol], 3 clarinettes, clarinette basse, 3 bassons, contrebasson, 6 cors, trompette piccolo [en ré], 3 trompettes, 3 trombones, trombone basse, saxhorn [basse], tuba, tuba contrebasse, 6 percussions, 16 violons, 16 violons 2, 14 altos, 12 violoncelles, 10 contrebasses, grand chœur de 100 chanteurs divisés en 10 voix.

## Titres des parties
1er septénaire : 
- 1. Récit évangélique
- 2. Configuratum corpori claritatis suae. Méditation
- 3. Christus Jesus, splendor Patris
- 4. Récit évangélique
- 5. Quam dilecta tabernacula tua
- 6. Candor est lucis aeternae
- 7. Choral de la Sainte Montagne

2e septénaire : 
- 8. Récit évangélique
- 9. Perfecte conscius illius perfectae generationis
- 10. Adoptionem filiorum perfectam
- 11. Récit évangélique
- 12. Terribilis est locus iste
- 13. Tota Trinitas apparuit
- 14. Choral de la Lumière de Gloire

## Commentaires de la partition d’orchestre par Olivier Messiaen
Pour cette méditation sur le mystère de la Transfiguration du Christ, Messiaen s'est inspiré de divers textes en latin. Ils sont tirés de l’Écriture Sainte (Genèse, Psaumes, Livre de la Sagesse, Évangile, épîtres de saint Paul), du Missel romain et de la Somme Théologique de saint Thomas d’Aquin.

### 1. Récit évangélique
« Introduction rythmique, par les percussions métalliques, les temple-block, les claves, et les cloches. Le texte de l’Évangile en récitatif non accompagné. Arrêt et vocalise sur le mot “Transfiguration”. »

### 2.Configuratum corpori claritatis suae. Méditation
« On reprend l’idée de la lumière. Si le Christ a été lumineux, nous le serons aussi après la résurrection, quand nous possèderons le don de clarté. La voix du « Grand Indicateur » (oiseau d’Afrique), le proclame joyeusement, et les ténors en disent l’attente : “Exspectamus”… »

### 3.Christus Jesus, splendor Patris
« Toujours l’idée de la lumière, mais une lumière plus haute. Symbole de la foudre : « Vos éclairs ont illuminé l’orbe de la Terre ». Les oiseaux de haute montagne : Chocard des Alpes et Accenteur alpin, joignent leurs voix à celles du Spréo superbe (Afrique) et du Troupiale de Baltimore (Amérique du Nord). 
Les traits des marimba et xylorimba s’opposent aux graves du tuba contrebasse. Une phrase en accords massifs dit la majesté du Christ, « splendeur du Père, empreinte de sa substance ». Et la chouette de la Louisiane (aux cors) exprime la crainte révérencielle… »

### 4. Récit évangélique
« Introduction rythmique. Suite du texte évangélique en récitatif non accompagné. »

### 5.Quam dilecta tabernacula tua
« “Seigneur (disait l’apôtre Pierre), il nous est bon d’être ici… ”. Et le Psaume 84 s’écrie à son tour : “Qu’ils sont aimés, vos tabernacles ! Vos autels, vos autels, mon Roi et mon Dieu !...”, phrase douce et tendre des voix d’hommes, plus véhémente et plus forte par le chœur entier. Des couleurs modales évoluent : or et violet, rouge et pourpre violacée, gris bleuté clouté d’or et de bleu profond, le vert et l’orangé, le bleu et l’or, le jaune et le violet striés d’or et de blancheur… Le violoncelle solo chante la clarté simple de la lumière éternelle. Le piano solo ajoute le Rouge-gorge bleu d’Amérique, l’ensemble des solistes fait entendre le Merle de roche (oiseau de montagne à livrée orangé vif et bleu d’ardoise). Conclusion sur les harmonies rouge et or du chœur à bouche fermée : tapis onctueux, pianissimo très lointain, sur lequel s’élève dans la nuit, au piano, la première strophe du Rossignol… »

### 6.Candor est lucis æternæ
« “Splendeur de la lumière éternelle”, chantent les voix de femmes. C’est ainsi que le « livre de la Sagesse », prophétise à la fois le Fils-Verbe, et le Christ transfiguré. Contrepoint de chants d’oiseaux, très complexe, aux harmonies multicolores. Un deçi-tâla (rythme de l’Inde antique) s’y transforme par augmentations et diminutions successives. »

### 7. Choral de la Sainte Montagne
« Le Psaume 48 prophétise à son tour la grandeur et la beauté de Notre Seigneur sur la montagne de la Transfiguration. Choral d’une extrême lenteur. La 14e pièce conclura dans le fortissimo. La 7e pièce clôt le premier septénaire dans le pianissimo. »

### 8. Récit évangélique
« Introduction rythmique (variée). Suite du texte évangélique en récitatif. La nuée lumineuse est rendue par des ensembles de glissandos aux cordes, glissandos de différentes longueurs et de tempos différents. La « Voix » dans la nuée s’accompagne d’accords trillés multicolores dont les couleurs se meuvent à des vitesses différentes : les trilles de triangle et cymbale s’unissent aux sons harmoniques des cordes pour souligner le frémissement de la lumière. »

### 9.Perfecte conscius illius perfectae generationis
« Développement de l’idée de filiation. Notre filiation commence au baptême et se complète après la résurrection dans l’état de corps glorieux. Elle n’est qu’une image de la seule filiation, celle du Fils de Dieu. Cette filiation parfaite n’est totalement comprise et connue que du Père, du Fils, et du Saint-Esprit. Les rythmes en augmentations et diminutions inexactes des cymbales et gongs, les sons-pédales des trombones, le tam-tam, et les voix de basses dans le grave, essaient de dire la hauteur et la profondeur du mystère. De nombreux oiseaux s’y associent : le Loriot, l’Accenteur alpin, l’Hypolaïs des oliviers (Grèce), la Sturnelle des prés de l’Ouest (Canada), le Moqueur bleu (Mexique). Refrain très chantant, dont les harmonies vont du bleu rayé de vert au noir taché de rouge et d’or, en passant par le diamant, l’émeraude, la pourpre violacée, avec une dominante claire d’orangé clouté de blanc laiteux. Cadenza des solistes sur trois oiseaux mexicains : le Solitaire ardoisé, le Saltator grisâtre, le Moqueur des Tropiques. Une grande combinaison rythmique superpose le rythme du chœur à trois groupes de rythmes, utilisant des pieds grecs traités en brèves et longues de durées diverses, et des deçi-tâlas de l’Inde en mouvement rétrograde. Unisson fortissimo. Une seconde strophe reprend tous ces éléments avec une musique différente. Le dernier unisson clame les mots terribles : “Perfectae generationis”. »

### 10.Adoptionem filiorum perfectam
« Toujours l’idée de filiation. Il s’agit ici de notre état d’enfants adoptifs : enfants, donc héritiers, et cohéritiers du Paradis, royaume du Christ. Le début de la pièce utilise des permutations de durées en mélodie de timbres, et donne un rôle prédominant au violoncelle solo. Longue cadenza mêlant les rythmes de la percussion aux chants d’oiseaux des solistes : Fauvette à tête noire (France) à la flûte, Fauvette passerinette (Espagne, Grèce) à la clarinette, Spréo superbe (Afrique) au marimba, Tangara écarlate, Pape indigo, Guiraca à poitrine rose (Amérique du Nord) au piano solo. Quelques sopranos et ténors chantent Alléluia en pianissimo. Des violons en sons harmoniques, le jeu de crotales, le vibraphone les accompagnent d’accords multicolores dont les étagements sont contractés et ramassés en complexes chatoyants. Contrepoints de chants d’oiseaux par les marimba et xylorimba (Shama des Indes) et par l’ensemble des Bois (Bouvreuils à ailes roses, Rubiette de Moussier, du Haut Atlas). »

### 11. Récit évangélique
« Introduction rythmique (allongée, variée). Suite et fin du texte évangélique en récitatif et vocalises. »

### 12.Terribilis est locus iste
« C’est en regardant, par temps clair, le Mont Blanc, la Jungfrau, et les trois glaciers de La Meije en Oisans, que j’ai compris la différence entre la petite splendeur de la neige et la grande splendeur du soleil – c’est là aussi que j’ai pu imaginer à quel point le lieu de la Transfiguration était terrible !... La terreur sacrée est rendue par les sons pédales des trombones et les « clusters » trillés dans le grave. Le décor est donné par les cris des oiseaux de montagne : Faucon pèlerin, Aigle de Bonelli. La lumière des « hauteurs » apparaît dans les accords de Bois et Cuivres passant subitement au pianissimo des sons harmoniques de violons : dans cette blancheur surnaturelle frémissent les pizzi des violoncelles et les couleurs d’accords du piano, des cloches, des crotales. Une vocalise collective écrite à vingt parties réelles amène le mot final : “Terribilis”. »

### 13.Tota Trinitas apparuit
« C’est la pièce la plus développée. La même musique solennelle revient pour “tout ce qui est en haut” : la montagne, l’éternité de la gloire, la voix du Père, le Fils homme et Dieu, la Sainteté de l’Esprit. »

### 14. Choral de la Lumière de Gloire
« Mouvement extrêmement lent. Fortissimo total du chœur et de l’orchestre. Ce dernier choral termine l’œuvre sur un texte emprunté au Psaume 26 : “J’aime le lieu où habite votre gloire !”, la Gloire a habité la montagne de la Transfiguration, la Gloire habite le Saint-Sacrement dans nos églises, la Gloire habitera l’Éternité. »

## Durée
Environ 1 heure 40 minutes.

## Discographie
Orchestre Philharmonique et chœur de Radio-France
Direction : Myung-Whun Chung
Disque Deutsche grammophon